# Escut d'Arbúcies

Escut d'Arbúcies

L'escut d'Arbúcies representa els senyals tradicionals en l'heràldica d'Arbúcies: un castell sobre un mont i unes branques d'arboç. El castell fa referència al castell de Montsoriu, que es troba en el terme municipal d'Arbúcies i s'alça sobre un turó 632 metres d'altitud. Les branques d'arboç són un senyal parlant per etimologia popular del nom de la població, encara que «Arbúcies» és el plural d'arbúcia, derivat del llatí arbustia que vol dir «lloc d'arbusts».

## Escut heràldic
L'escut oficial d'Arbúcies té el següent blasonament:
«Escut caironat: d'argent, un castell obert d'atzur sobre un mont de sinople movent de la punta, acompanyat de 2 rams d'arboç de sinople fruitats de gules. Per timbre una corona mural de vila.»
Està oficialitzat per la Generalitat de Catalunya, aprovat el 15 d'abril de 1982 i publicat al DOGC número 230 de 9 de juny del mateix any.

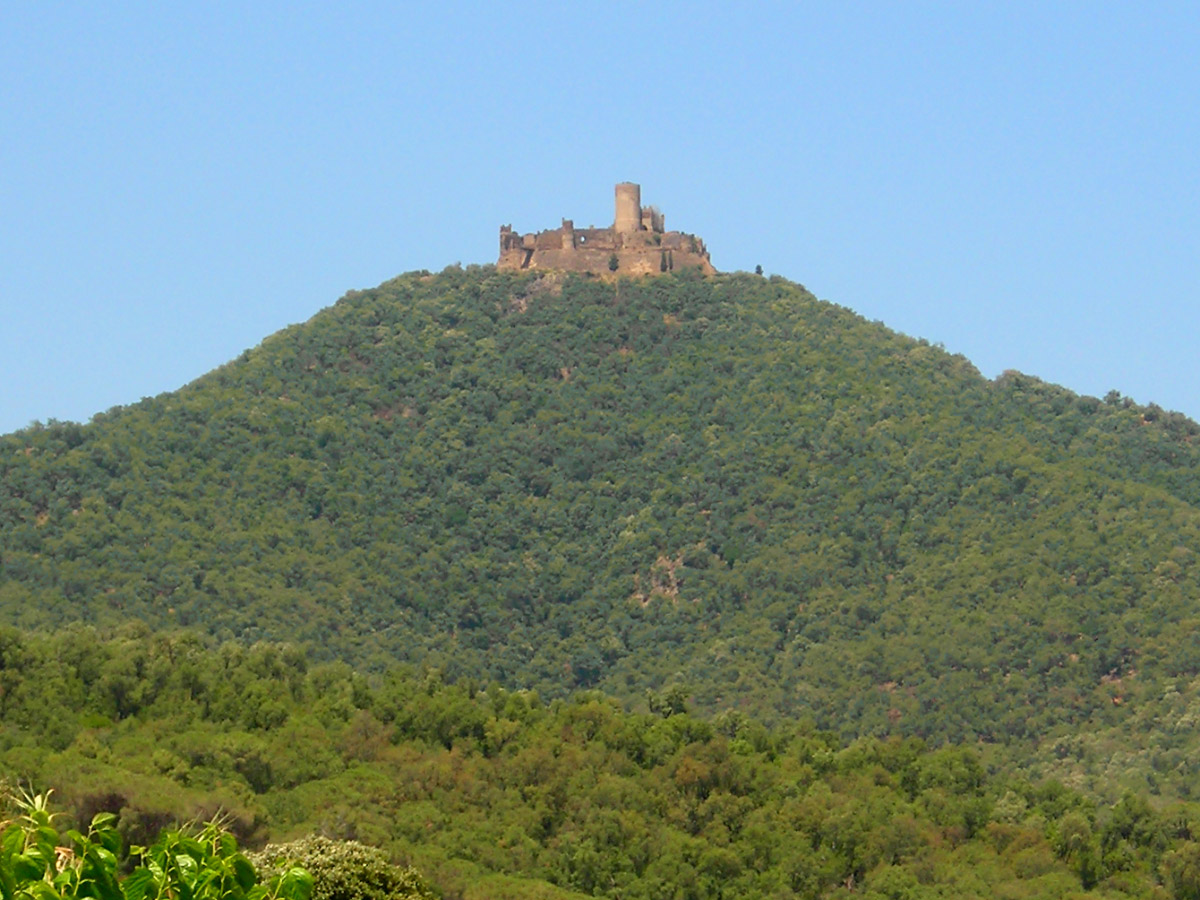
Castell de Montsoriu dalt d'un turó
Branca d'arboç

## Bandera d'Arbúcies
La bandera d'Arbúcies és semiheràldica, substituint el castell i el mont pels seus colors blau i verd, així com el camper blanc. Es manté com a element heràldic la branca d'arboç. La bandera està organitzada de la següent manera:
«Bandera apaïsada de proporcions dos dalt per tres de llarg, dividida diagonalment en contrabanda, en tres parts: el triangle superior i a l'asta blau; l'inferior i al vol verd; la diagonal central, d'amplada d'1/3 de la diagonal imaginària del drap, blanca, carregada per la figura d'una branca d'arboç, tal com la que figura a l'escut.»
Va ser aprovada el 2 d'abril de 1993 i publicada en el DOGC número 1735 de 21 d'abril del mateix any.

## Història
El 1750 l'escut d'Arbúcies es representa d'argent amb una mata d'arboç de sinople fruitada de gules sobre una terrassa de sinople. A l'últim terç del segle xix l'Ajuntament utilitzava un escut de gules amb un castell d'or, que feia referència al castell de Montsoriu. Durant la primera meitat del segle xx, l'Ajuntament usà un escut molt poc heràldic que consistia en un castell sobre una terrassa, o un mont en algunes variants, de la porta del qual sortia un camí, acompanyat de dos arbres terrassats i d'un ram d'arboç a la destra i d'una palma a la sinistra. A partir de la dècada de 1950, l'Ajuntament començà a usar un escut més simplificat, que consistia en un castell acompanyat de dos rams d'arboç.